# Герб Куликова
Герб Куликова — символ селища Куликів Львівської області. Затверджений 26 березня 1999 року рішенням сесії селищної ради. 
Автор проекту — А. Гречило.

## Опис
У зеленому полі золотий кулик, над ним золотий лапчастий хрест.

## Зміст
Кулик є асоціативним символом, який указує на назву містечка (промовистий герб). Хрест використовувався на гербі Куликова ще в ХVІІ ст. Зелене поле характеризує лісисту місцевість, серед якої виникло поселення.